# Pro Bowl 1989
Match précédent Match suivant
Le AFC-NFC Pro Bowl 1989 est le Match des étoiles de football américain de la National Football League pour la saison 1988. Il se joue au Aloha Stadium d'Honolulu le 29 janvier 1989 entre les meilleurs joueurs des deux conférences de la NFL, la National Football Conference et l'American Football Conference. La rencontre est remportée sur le score de 34 à 3 par l'équipe représentant la National Football Conference.